# Arthrorhaphis grisea
Arthrorhaphis grisea är en lavart som beskrevs av Thore M. Fries. 
Arthrorhaphis grisea ingår i släktet Arthrorhaphis och familjen Arthrorhaphidaceae.  Arten är reproducerande i Sverige. Inga underarter finns listade i Catalogue of Life.